# Josh Thigpen
Josh Thigpen (ur. 16 lutego 1982 w Houston) – amerykański strongman.
Drugi Wicemistrz Ameryki Północnej Strongman 2009.

## Życiorys
Josh Thigpen wziął udział w Mistrzostwach Świata Strongman 2005 i Mistrzostwach Świata Strongman 2006, jednak w obu nie zakwalifikował się do finałów.
Mieszka w Houston, w stanie Teksas.
Wymiary:
- wzrost 196 cm
- waga 130 – 143 kg

## Osiągnięcia strongman
- 2005
  - 4. miejsce - Super Seria 2005: Mohegan Sun
- 2006
  - 6. miejsce - FitExpo Strongman 2006
  - 6. miejsce - Ironman Strongman 2006
  - 3. miejsce - Super Seria 2006: Mohegan Sun
- 2007
  - 7. miejsce - All-American Strongman Challenge 2007
- 2008
  - 13. miejsce - Super Seria 2008: Mohegan Sun
  - 8. miejsce - All-American Strongman Challenge 2008
  - 2. miejsce - Czwarty Pojedynek Gigantów
  - 7. miejsce - Mistrzostwa Ameryki Północnej Strongman 2008
- 2009
  - 3. miejsce - Mistrzostwa Ameryki Północnej Strongman 2009
- 2010
  - 4. miejsce - All-American Strongman Challenge 2010